# Парк, Майкл

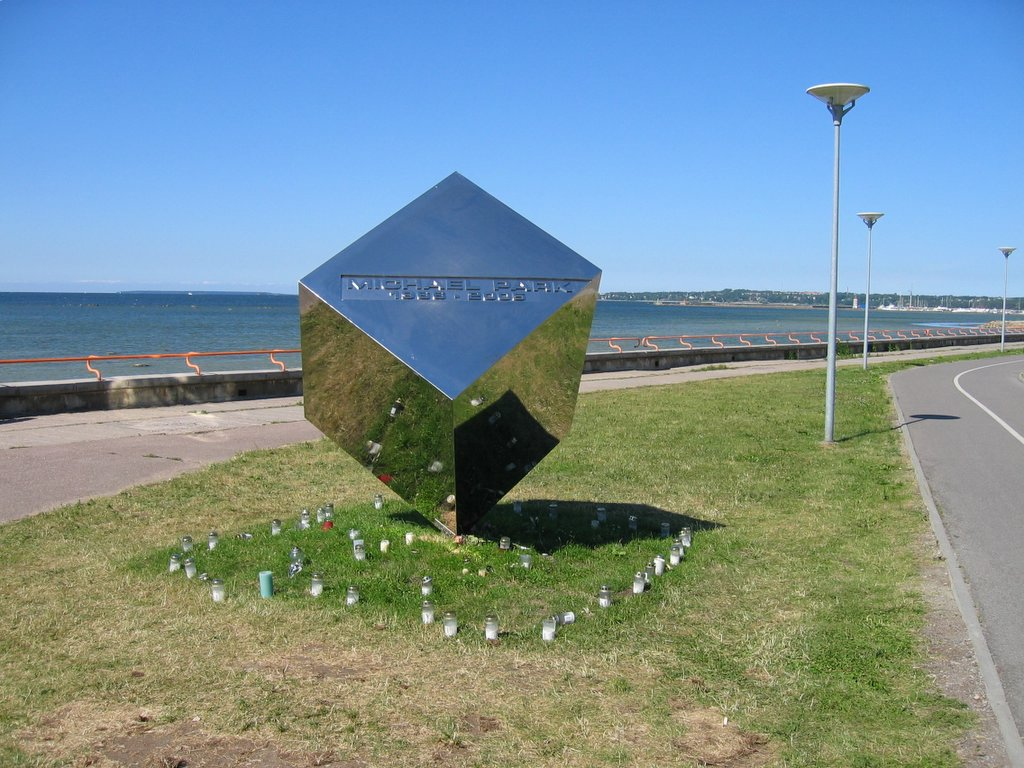
Памятник Майклу Парку в Таллине

Майкл Парк (англ. Michael Park, 22 июня 1966, Херефордшир, Англия — 18 сентября 2005, Уэльс) — британский раллийный штурман.
Впервые познакомился с автоспортом в 1987 году. Профессиональная карьера началась в 1993 году, когда Майкл вместе с пилотом Дэвидом Хиггинсом завоевал титул в Peugeot Challenge. С Хиггинсом два года участвовал в раллийном чемпионате Британии. Ему улыбнулась удача, и он попал в грэвел-крю (экипаж-разведчик) будущего чемпиона мира в WRC Ричарда Бёрнса. С 1999 года Майкл постоянный участник этапов WRC в качестве штурмана. Начиная с 2000 года началось его выступление с молодым, подающим большие надежды эстонцем Маркко Мяртином. Тандем штурмана и пилота начинал выступать за частную Toyota Corolla, затем был один сезон за команду Subaru и три за команду Ford. Экипаж Мяртин/Парк добился хороших результатов, выиграл пять этапов WRC и стал ведущим экипажем заводской команды Ford. В 2005 году экипаж перешел под флаг Peugeot.
В 2005 году, проехав несколько километров после старта на 15-м допе ралли Уэльса под названием «Margam», Peugeot 307 WRC который пилотировал Маркко Мяртин вылетел с дороги и на скорости ~120 км/ч столкнулся правой стороной с деревом. 39-летний штурман получил травмы, несовместимые с жизнью. Гибель Парка стала первой гибелью участника чемпионата мира по ралли во время гонки за более чем 10 лет. После этой трагедии Маркко Мяртин завершил профессиональную карьеру гонщика.

## Выигранные ралли
| № | Ралли           | Сезон | Пилот         | Автомобиль        |
| - | --------------- | ----- | ------------- | ----------------- |
| 1 | Ралли Акрополис | 2003  | Маркко Мяртин | Ford Focus RS WRC |
| 2 | Ралли Финляндии | 2003  | Маркко Мяртин | Ford Focus RS WRC |
| 3 | Ралли Мексики   | 2004  | Маркко Мяртин | Ford Focus RS WRC |
| 4 | Ралли Франции   | 2004  | Маркко Мяртин | Ford Focus RS WRC |
| 5 | Ралли Каталонии | 2004  | Маркко Мяртин | Ford Focus RS WRC |